# 3D Varius
3D Varius Pauline — це друга в світі електрична скрипка, надрукована на 3D-принтері SLA від Лорана Бернадака.

## Історія створення
Рік тому компанія MONAD Studio вже створили електричну скрипку за допомогою 3D-друку. Візуально творіння нагадувало якийсь інопланетний інструмент або зброю. Плюс до всього скрипка мала всього дві струни. А Pauline — це вже повноцінний музичний інструмент: кількість струн і форма корпусу дозволяє відтворювати музичні шедеври. Це куди більш традиційний музичний інструмент в плані розміру і кількості струн, хіба що корпус скрипки кілька хитромудрий і позбавлений звичного дерев'яного корпусу. Ви можете почути, який звук можна витягти з цього дивного гаджета завдяки відео, зробленого за участю професійного музиканта Лорена Бернада

## Будова інструменту
|                              | Мета створення скрипки — об'єднати дизайн традиційної скрипки з сучасними технологіями, а також зробити інструмент унікальним як зовні, так і з боку звуковидобування. Технологія стереолітографії була обрана саме тому, що дозволяє комбінувати різні матеріали при мінімальному опорі |
| — розповідає Лоран Бернадак. | |

Конструкція 3D Varius заснована на скрипках знаменитого італійського майстра Антоніо Страдіварі, проте, врозріз з традиційною технологією виготовлення струнних інструментів, електроскрипка Бернада надрукована на 3D-принтері однією деталлю. 
|                      | Ми прагнули створити унікальний інструмент, тому взяли за основу традиційну скрипку і зробили її конструкцію легше і простіше, а її дизайн — більш естетичним. Ми обрали технологію стереолітографії, оскільки вона дозволяє друкувати виключно якісні та міцні об'єкти |
| — — пояснює Бернада. | |

Вона надрукована з мінімальними відхиленнями від традиційного виробництва, у вигляді єдиної деталі. Метод SLA дозволяє створювати об'єкти з дуже точними формами протягом декількох годин. «Можливість поєднувати 3d друк і класичне виробництво дозволяє перейти на новий рівень симбіозу між музикантом і інструментом», — говорить Лоран Бернадак.

## Загальні враження
Вона не тільки видає неймовірно чисті звуки, але і максимально оптимізована під конкретного музиканта, а саме під його шию, стиль гри і тд. Після закінчення процесу друку, скрипка повинна в найкоротші терміни бути оброблена сильним ультрафіолетовим випромінюванням, а поверхні інструменту, які стикаються з тілом музиканта шліфуються, щоб процес гри не викликав дискомфорту. Після виготовлення основи на скрипку встановлюються кілки і струни. На жаль, вони створюються не на 3d принтерах.